# Yoel Razvozov

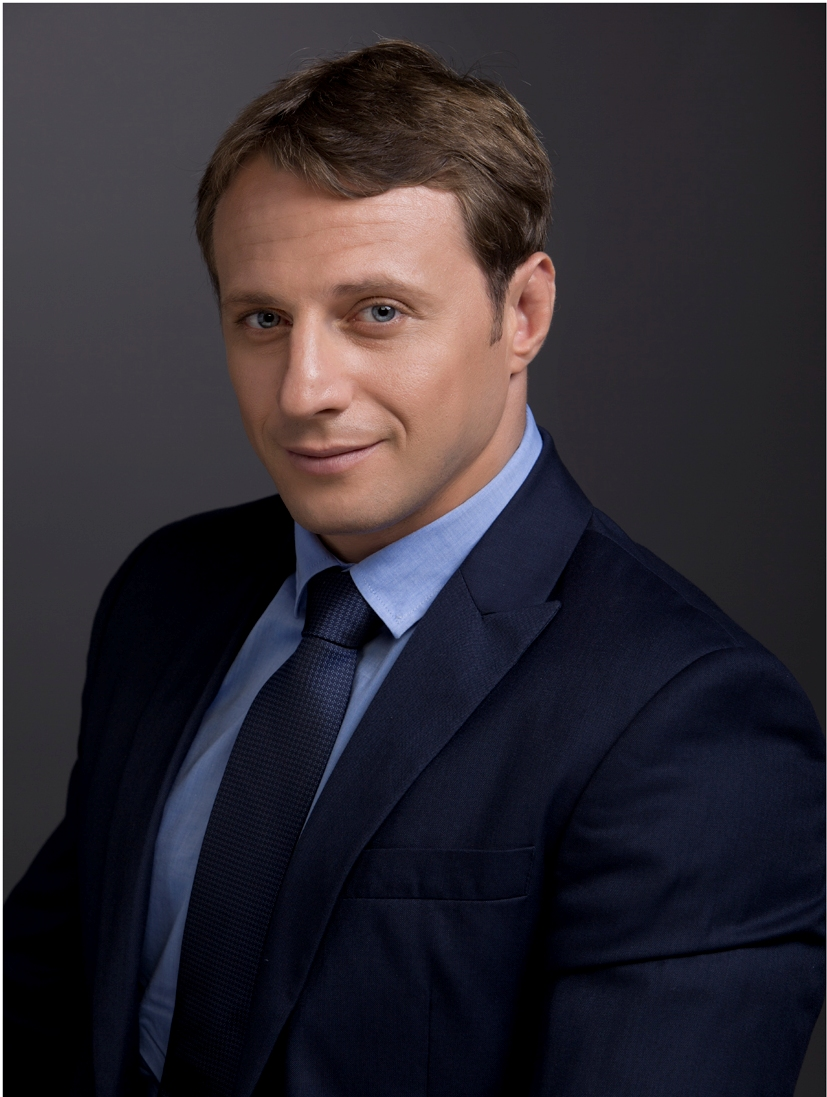
Yoel Razvozov (2012)

Jo’el Razvozov (hebräisch יואל רזבוזוב; * 5. Juli 1980 in Birobidschan, Sowjetunion als Konstantin Raswosow, russisch Константин Развозов) ist ein israelischer Politiker der Jesch Atid und Judoka.

## Leben
1991 wanderte er im Alter von 11 Jahren mit seinen Eltern nach Israel aus. Er trainiert seit seiner Kindheit Judo und wurde Mitglied des israelischen Judonationalteams, mit dem er an den Olympischen Sommerspielen 2004 teilnahm, sowie Mitglied des Israelischen Olympischen Komitees. Seit 2015 ist er Abgeordneter in der Knesset. Am 13. Juni 2021 wurde er als Minister für Tourismus in das Kabinett Bennett-Lapid berufen.
Er ist verheiratet und hat zwei Kinder.

## Sportliche Erfolge (Auswahl)
| Jahr | Turnier                  | Platz | Gewichtsklasse        |
| ---- | ------------------------ | ----- | --------------------- |
| 2002 | Judo-Europameisterschaft | 5.    | Leichtgewicht (73 kg) |
| 2003 | Judo-Weltmeisterschaft   | 7.    | Leichtgewicht (73 kg) |
| 2004 | Judo-Europameisterschaft | 2.    | Leichtgewicht (73 kg) |
| 2005 | Judo-Europameisterschaft | 2.    | Leichtgewicht (73 kg) |